# Peret Ganxet
Peret Ganxet, o Pere Ganxet, és un personatge popular vinculat a la ciutat de Reus, creat a finals de la dècada de 1950 com una caricatura per l'artista barceloní Romà Bonet. Va néixer en el context de la revista URBS, dirigida per Josep Maria Guix Sugranyes. El personatge es va inspirar en un dibuix que posteriorment va donar lloc a la sardana homònima composta per Josep Maria Baiges l'any 1960, que esdevindria un himne sardanista local.
El 2016, la historiadora reusenca Carme Bigorra va impulsar la recuperació de la figura de Peret Ganxet mitjançant una col·lecció de contes infantils titulada Les aventures d'en Pere Ganxet, elaborada conjuntament amb Maria Josep Salvadó i Ramon Ferran.
Es tracta d'un personatge de ficció convertit en símbol iconogràfic del patriotisme local. Concebut inicialment com una figura estàtica, representava l'esperit cívic i identitari de Reus. Amb el pas del temps, ha estat objecte d'una renovació amb l'objectiu de transmetre els seus valors a les noves generacions. En els contes, el personatge es transforma en un nen de carn i ossos que viu aventures al costat de diverses figures escultòriques emblemàtiques de la ciutat.
A més, existeix una representació del personatge en forma de gegant de cartró pedra, de 2,65 metres d'alçada i 20 quilos de pes, elaborada pels Tallers Avall. L'escultura, obra de Ramon Ferran i finançada l'any 2005, està ubicada als jardins del Santuari de Misericòrdia. El gegant és gestionat i portat per l'Associació de Veïns del barri.
És un personatge de ficció i un símbol iconogràfic associat al patriotisme local de Reus. Concebut inicialment com una figura estàtica, encarnava l'esperit cívic i identitari de la ciutat. Amb el pas del temps, ha estat objecte d'una renovació amb l'objectiu de transmetre els seus valors a les noves generacions. El segon volum de la col·lecció de contes presenta el personatge transformat en un nen de carn i ossos que viu aventures al costat d'algunes figures escultòriques emblemàtiques de Reus.